# تیموتی دالتون
تیموتی لئونارد دالتون لگت (به انگلیسی: Timothy Peter Dalton) (زاده ۲۱ مارس ۱۹۴۶) هنرپیشه بریتانیا است. وی چهارمین جیمز باند سینما است و دو بار در این نقش بازی کرده‌است.

## زندگی‌نامه
دالتون در کولوین بی، ولز شمالی، از پدری انگلیسی به نام پیتر دالتون لگت زاده شد، که در زمان جنگ جهانی دوم کاپیتان عملیات ویژه بود و در زمان تولد پسرش مدیر تبلیغات بود. مادر او، یک زن آمریکایی با تبار ایتالیایی و ایرلندی‌تبار، به نام دوروتی اسکولز بود. قبل از چهارمین سالگرد تولد تیموتی، خانواده به انگلستان بازگشتند و به بلپر در داربی شر رفتند. هنگامی که در بلپر بود، در مدرسه گرامر هربرت اشتروت تحصیل کرد. در نوجوانی، او عضو گروه آموزش هوایی بود.
دالتون به دلیل رشد در خانواده‌ای که پیشینه‌ای در صنعت سینما داشتند، از کودکی به بازیگری علاقه نشان می‌داد. او پس از دیدن تولیدی از مکبث، از ۱۶ سالگی تصمیم گرفت بازیگر شود و در تولید نمایشی در اولد ویک ایفای نقش کند. تیموتی دالتون در سال ۱۹۶۲، در آکادمی سلطنتی هنر ثبت نام کرد ولی در سال ۱۹۶۶، بدون تمام کردن تحصیلاتش آن را رها کرده و به گروه تئاتر رپرتوریو بیرمنگام پیوست. او آرزو داشت که بازیگر شود و این باعث خوشحالی پدرش می‌شد.
او در این باره می‌گوید «این باعث خوشحالی همه افراد خانواده پدری من بود. با این حال مادرم و اطرافیان او نگران بودند. هیچ‌یک از آنها احساس نمی‌کردند که بازیگری، یک حرفه امن برای یک مرد جوان است.»
اولین کارهای تلویزیونی‌اش را با بی‌بی‌سی انجام داد. در سال ۱۹۶۸ اولین فیلم خود را به عنوان فیلیپ دوم در شیر در زمستان بازی کرد.
به جز دو استثنا، فیلم‌های ماری، ملکه اسکاتلند (۱۹۷۱) و اجازه کشتن (۱۹۷۵)، وی تا سال ۱۹۷۸ به عنوان بازیگر تئاتر باقی ماند. دالتون وقتی در ایالات متحده بود، در چندین فیلم سینمایی مانند شاهزاده بارین در فیلم علمی تخیلی فلش گوردون (۱۹۸۰)، نقش آقای روچستر در سریال جین ایر (۱۹۸۳) و نقش توماس راک در فیلم دکتر و شیاطین (۱۹۸۵) بازی کرد.

## نقش جیمز باند
شهرت عمده تیموتی دالتون، به خاطر ایفای نقش جیمز باند است. در سن ۲۲ سالگی این نقش به او پیشنهاد شد ولی از پذیرش آن سر باز زد و روی تئاتر متمرکز شد. دوازده سال بعد، این فرصت به وجود آمد تا وی جانشین جیمز باندی دیگر در فیلم تنها برای چشم‌هایت باشد. در اواخر دهه هشتاد راجر مور دیگر واقعاً برای ایفای نقش جاسوس جذاب و خوش سیمای «ام آی ۶» فرتوت شده بود. این گونه بود که دالتون در چهل و سه سالگی به عنوان چهارمین ایفاگر نقش جیمز باند خود را به عاشقان ماجراهای مأمور ۰۰۷ معرفی کرد.
دالتون با چشمانی سبز و قامتی بلند (۱۸۸ سانتی‌متر) انتخاب مناسبی برای آن نقش به نظر می‌رسید. دالتون فرصت آن را یافت که دو سال به عنوان جیمز باند نامش بر سر زبان‌ها باشد و با افتخار بر روی فرش قرمزی که به افتخار جیمز باند پهن می‌شد، قدم زند.
او، نقش جیمز باند را در روزهای روشن زندگی (۱۹۸۷) و جواز قتل (۱۹۸۹)، پانزدهمین و شانزدهمین فیلم‌های این حق مجموعه، به تصویر کشید. برخلاف راجر مور، بازی دالتون از باند تاریک تر و جدی تر بود. دالتون به جای طرح‌های فانتزی و شوخ‌طبعی، مجدداً بر واقع گرایی ریز رمان‌های ایان فلمینگ تأکید کرد.
دالتون در مصاحبه ای در سال ۱۹۸۷، گفت: «من در اصل نمی‌خواستم مسئولیت شان کانری را بدست بگیرم. او خیلی خوب بود، بسیار عالی بود. من حدود ۲۴ یا ۲۵ سال داشتم و خیلی جوان بودم. شما وقتی باند را از ابتدا دیده‌اید، مسئولیت او را به عهده نمی‌گیرید.»

## زندگی شخصی
دالتون در دوران جوانی با خبرنگار کیت آدی و با بازیگر انگلیسی، ونسا ردگریو (که با او در فیلم ۱۹۷۱ ماری، ملکه اسکاتلند و فیلم آگاتا در سال ۱۹۷۹ بازی کرد) در ارتباط بود. وی در دهه ۱۹۹۰ با اوکسانا گریگوریوا نوازنده رابطه داشت؛ آنها در سال ۱۹۹۵ با یکدیگر آشنا شدند در حالی که وی به عنوان مترجم فیلم‌ساز نیکیتا میخالکوف استخدام شده بود. دالتون و گریگوریوا پسری به نام الکساندر متولد اوت ۱۹۹۷ با هم دارند. آنها در حدود سال ۲۰۰۳ از هم جدا شدند.
دالتون یک هوادار منچستر سیتی است و اغلب در ورزشگاه شهر منچستر برای تماشای بازی تیم دیده می‌شود.

## فیلم‌ها

### فیلم
| سال  | عنوان                        | نقش                      | یادداشت                                                   |
| ---- | ---------------------------- | ------------------------ | --------------------------------------------------------- |
| ۱۹۶۸ | شیر در زمستان                | فیلیپ دوم                |                                                           |
| ۱۹۷۰ | بلندی‌های بادگیر              | هیتکلیف                  |                                                           |
| ۱۹۷۰ | کرامول                       | پرنس روپرت از راین       |                                                           |
| ۱۹۷۰ | جزئیات بازی                  | مارک                     |                                                           |
| ۱۹۷۱ | ماری، ملکه اسکاتلند          | هنری استوارت، لرد دارنلی |                                                           |
| ۱۹۷۵ | Permission to Kill           | چارلز لرد                |                                                           |
| ۱۹۷۸ | Sextette                     | سر مایکل بارینگتون       |                                                           |
| ۱۹۷۸ | The Man Who Knew Love        | جوآن دی دئوس             |                                                           |
| ۱۹۷۹ | آگاتا                        | افسر آرچی کریستی         |                                                           |
| ۱۹۸۰ | فلش گوردون                   | پرنس برین                |                                                           |
| ۱۹۸۱ | Chanel Solitaire             | بوی کاپل                 |                                                           |
| ۱۹۸۵ | دکتر و شیاطین                | توماس راک                |                                                           |
| ۱۹۸۷ | روزهای روشن زندگی            | جیمز باند                |                                                           |
| ۱۹۸۸ | Hawks                        | بانکرافت                 |                                                           |
| ۱۹۸۹ | Brenda Starr                 | باسیل سنت جان            | قبل از روزهای روشن زندگی فیلم‌برداری شد.                   |
| ۱۹۸۹ | جواز قتل                     | جیمز باند                |                                                           |
| ۱۹۹۰ | The King's Whore             | شاه ویکتور آمادیوس       |                                                           |
| ۱۹۹۱ | موشک‌زن                       | نویل سن کلیر             |                                                           |
| ۱۹۹۳ | برهنه در نیویورک             | لیوت پیرس                |                                                           |
| ۱۹۹۶ | Salt Water Moose             | لستر فارنل               |                                                           |
| ۱۹۹۷ | The Beautician and the Beast | بوریس پوشنکو             |                                                           |
| ۱۹۹۷ | The Informant                | رنی                      |                                                           |
| ۱۹۹۹ | Made Men                     | کلانتر دکس دریر          |                                                           |
| ۱۹۹۹ | آب‌سنگ                        | چارلز درو                |                                                           |
| ۱۹۹۹ | Cleopatra                    | ژولیوس سزار              |                                                           |
| ۲۰۰۰ | Time Share                   | متیو "مت" فراگر          |                                                           |
| ۲۰۰۰ | Possessed                    | پدر ویلیام بودرن         |                                                           |
| ۲۰۰۱ | قانون‌شکنان آمریکایی          | آلن پینکرتون             |                                                           |
| ۲۰۰۳ | لونی تونز: بازگشت به مبارزه  | دامیان دریک              | تقلید تمسخر آمیز از زمان ایفای نقش خود به عنوان جیمز باند |
| ۲۰۰۶ | حکایت دریای زمین             | گد/گنجشک (صدا)           | دوبله انگلیسی                                             |
| ۲۰۰۷ | پلیس خفن                     | سیمون اسکینر             |                                                           |
| ۲۰۱۰ | داستان اسباب‌بازی ۳           | آقای جوجه تیغی (صدا)     |                                                           |
| ۲۰۱۰ | توریست                       | رئیس بازرس جونز          |                                                           |
| ۲۰۱۱ | Hawaiian Vacation            | آقای جوجه تیغی (صدا)     | فیلم کوتاه                                                |
| ۲۰۱۱ | ریزه میزه                    | آقای جوجه تیغی (صدا)     | فیلم کوتاه                                                |
| ۲۰۱۲ | رکس پارتی جور کن             | آقای جوجه تیغی (صدا)     | فیلم کوتاه                                                |
| ۲۰۱۲ | راز بال‌ها                    | لرد میلوری(صدا)          |                                                           |
| ۲۰۱۹ | داستان اسباب‌بازی ۴           | آقای جوجه تیغی (صدا)     |                                                           |

### سریال‌ها
| Year       | عنوان                                          | نقش                                      | یادداشت               |
| ---------- | ---------------------------------------------- | ---------------------------------------- | --------------------- |
| 1967       | Sat'day While Sunday                           | پیتر                                     |                       |
| 1968       | The Three Princes                              | احمد                                     |                       |
| 1969       | Judge Dee: A Place of Great Evil               |                                          |                       |
| 1970       | Play of the Month: Five Finger Exercise        |                                          |                       |
| 1971       | Play of the Month: Candida                     |                                          |                       |
| 1978       | Centennial                                     | الیور سکومب                              | مینی سریال            |
| 1979       | The Flame Is Love                              | مارکی دو گویتا                           |                       |
| 1979       | فرشتگان چارلی                                  | دامین روث                                | قسمت: "Fallen Angel"  |
| 1983       | Antony and Cleopatra                           | مارک آنتونی                              |                       |
| 1983       | Jane Eyre                                      | ادوارد فیرفاکس روچستر                    | مینی سریال            |
| 1984       | Mistral's Daughter                             | پری کیلکولن                              | مینی سریال            |
| 1984       | The Master of Ballantrae                       | سرهنگ فرانسیس بورک                       |                       |
| 1985       | Florence Nightingale                           | ریچارد میلنز                             |                       |
| 1985       | Faerie Tale Theatre: The Emperor's New Clothes | (صدا)                                    |                       |
| 1986       | Sins                                           | ادموند جونوت                             | مینی سریال            |
| 1992       | Tales from the Crypt: Werewolf Concerto        | لوکای                                    |                       |
| 1992       | Framed                                         | ادی مایرز                                |                       |
| 1993       | In the Wild: In Search of Wolves               | راوی (صدا)                               |                       |
| 1994       | Lie Down with Lions (aka Red Eagle)            | جک کارور                                 |                       |
| 1994       | اسکارلت (مینی سریال)                           | رت باتلر                                 | مینی سریال            |
| 1998       | Stories from My Childhood                      | پرنس گیدئونPrince Guidon (صدا)           |                       |
| 1998       | ESU Emergency Services Unit                    | راوی (صدا)                               |                       |
| 1999       | Cleopatra                                      | ژولیوس سزار                              | مینی سریال            |
| 2004       | Dunkirk                                        | راوی                                     |                       |
| 2005       | Hercules                                       | آمفیتریون                                |                       |
| 2006       | مارپل آگاتا کریستی                             | کلایو ترولیان                            |                       |
| 2008       | Unknown Sender: If You're Seeing This Tape...  | مایلز                                    |                       |
| 2009–2010  | دکتر هو                                        | لرد رئیس‌جمهور وقت لردها (راسیلون) / راوی | [ ۲۲ ] [ ۲۳ ]         |
| 2010–2011  | چاک                                            | الکسی ولکوف / هارتلی وینترباتوم          | ۶ قسمت                |
| 2013       | Toy Story of Terror                            | آقای جوجه تیغی (صدا)                     | ویژه برنامه تلویزیونی |
| 2014–2016  | داستان عامه‌پسند                                | سِر مالکوم                                | [ ۲۴ ]                |
| 2014       | Toy Story That Time Forgot                     | آقای جوجه تیغی (صدا)                     | ویژه برنامه تلویزیونی |
| 2019–اکنون | دووم پاترول                                    | نایلز کلدر/رئیس                          |                       |
| 2019—۲۰۲۰  | Tangled: The Series                            | لرد دمانیتوس                             | ۲ قسمت                |